# Hadena atlas
Hadena atlas är en fjärilsart som beskrevs av Louis Beethoven Prout 1928. Hadena atlas ingår i släktet Hadena och familjen nattflyn. Inga underarter finns listade i Catalogue of Life.